# Nikolaj Vasil'evič Uspenskij
Nikolaj Vasil'evič Uspenskij (in russo Николай Васильевич Успенский?; Tula, 18 maggio 1837 – San Pietroburgo, 21 ottobre 1889) è stato uno scrittore russo.
Cugino di Gleb Ivanovič Uspenskij, legò il proprio nome ai Saggi di vita popolare, del 1858, e altri racconti naturalistici di vigorosa e cupa rappresentazione della miseria e delle brutture della vita contadina.
Dopo alcuni anni di vagabondaggio, pose fine alla propria esistenza con il suicidio.